# Quifel ASM Team
Ne pas confondre avec l’écurie ASM, une écurie de sport automobile française, désormais appelée ART Grand Prix.
Quifel ASM Team, ou simplement ASM Team, est une écurie de sport automobile portugaise fondée en 1997 par Antonio Simoes. Elle est principalement engagée dans des championnats d'endurance automobile, tels que les Le Mans Series ; championnat qu'elle remporte en 2009 dans la catégorie LMP2. Elle compte également plusieurs participations aux 24 Heures du Mans.

## Historique
En 2009, l’écurie remporte les Le Mans Series dans la catégorie LMP2,,,.
En 2010, l’écurie participe à nouveau aux Le Mans Series.
En 2011, l'écurie passe à la catégorie LMP1.